# Gőzhajók Rouen kikötőjében
A Gőzhajók Rouen kikötőjében (Bateaux à vapeur dans le port de Rouen) Camille Pissarro festménye, amely a New York-i Metropolitan Művészeti Múzeum gyűjteményének része.
Pissarro 1896. január 20-án érkezett meg második hosszabb tartózkodására Rouenba. Ekkorra már elbűvölte őt a kikötő, ahogy fogalmazott: „a rakpartok gyönyörű témái, amelyek híres festményeket eredményeznek majd”. A New York-i múzeumban látható kép egyike azoknak, amelyeket a művész az Hôtel de Paris-ban kivett szobája ablakából a nyüzső kikötőről készített. A Szajna túlsó oldalán látszanak a Saint-Sever munkáskerület kikötői és raktárházai.